# Eroe della Bielorussia
Il titolo di Eroe della Bielorussia è il più alto titolo onorifico della Bielorussia.

## Storia
L'onorificenza è stata istituita il 13 aprile 1995 ed è stata assegnata per la prima volta il 21 novembre 1996.

## Assegnazione
L'Ordine è assegnato ai cittadini:
- per gli eminenti servizi allo Stato e alla società che sono collegate con le azioni commesse in nome della libertà, dell'indipendenza e della prosperità della Repubblica di Bielorussia

## Insegne
- Il disegno della medaglia fino al 1999 è stato fissato dal Decreto del Presidente della Repubblica di Bielorussia del 15 gennaio 1996 № 26. Secondo l'atto giuridico normativo, la medaglia era una stella a cinque punte inscritta in un cerchio di diametro 33 mm, in oro, 585 e pesava 14 grammi. Sugli angoli ottusi interni delle stelle nella direzione radiale si trovava un rubino.
- Il disegno della medaglia dal 1999 La descrizione attuale della medaglia è disciplinato dal decreto del Presidente della Repubblica 8 aprile 2005 № 168, che ha sostituito il decreto del 1999. Negli ultimi due decreti della descrizione della stessa medaglia. Differenze con la medaglia del 1996 minore: negli angoli ottusi non sono fissati rubini stella. Un'immagine della medaglia attuale può essere vista sul francobollo emesso dal Ministero delle comunicazioni pubblicato nel 2008.
- Il nastro è rosso con il bordo destro verde.

## Insigniti
1. Uladzimir Karvat (21 novembre 1996) - Pilota comandante dell'aeronautica militare
2. Pavel Maryeŭ (29 giugno 2009) - Dirigente d'azienda
3. Aljaksandr Dubko (30 giugno 2001) - Presidente del Comitato Esecutivo dell'oblast di Hrodno
4. Michail Karčmit (30 giugno 2001) - Presidente di un complesso agricolo
5. Vital' Kramko (30 giugno 2001) - Presidente della collettiva agricola delle imprese nella regione di Hrodno
6. Michail Vysocki (1º marzo 2006) - Direttore generale del settore di ricerca e ingegneria dell'Accademia nazionale delle scienze della Bielorussia
7. Pëtr Prakapovič (1º marzo 2006) - Capo della Banca Nazionale della Repubblica di Bielorussia
8. Vasil' Ravjaka (1º marzo 2006) - Capo della Produzione Agricola di una cooperativa
9. Michail Savicki (1º marzo 2006) - Capo della istituzione statale della cultura "Accademia creativa dei laboratori di pittura, disegno e scultura"
10. Metropolita Filaret (1º marzo 2006) - Metropolita di Minsk e Slutsk, esarca patriarcale di tutta la Bielorussia
11. Dar"ja Domračava (17 febbraio 2014) - Biatleta